# Cúmulo de Virgo
El cúmulo de Virgo es un cúmulo de galaxias situado aproximadamente a una distancia de 59 ± 4 millones de años luz (18.0 ± 1.2 Mpc)
en dirección de la constelación de Virgo. Contiene unas 1300 galaxias conocidas, aunque puede que lleguen a ser hasta 2000, y forma la región central del Supercúmulo Local, en el cual también se encuentra el Grupo Local. Se estima que su masa es de 1.2×1015 MS hasta unos 8 grados del centro del cúmulo, lo que equivale a un radio de aproximadamente 2.2 Mpc.
Muchas de las galaxias brillantes de este cúmulo, incluida la galaxia elíptica gigante Messier 87 fueron descubiertas a finales de la década de 1770 e inicios de la década de 1780 y posteriormente incluidas en el catálogo de Charles Messier. Descritas por Messier como nebulosas sin estrellas, su verdadera naturaleza no sería descubierta hasta la década de 1920.
El cúmulo subtiende un arco máximo de unos 8 grados centrado en la constelación de Virgo y muchas de sus galaxias se pueden observar con un telescopio de aficionado. Su miembro más brillante es la galaxia elíptica gigante M49, pero la más notable y famosa es la galaxia M87, situada en su centro.

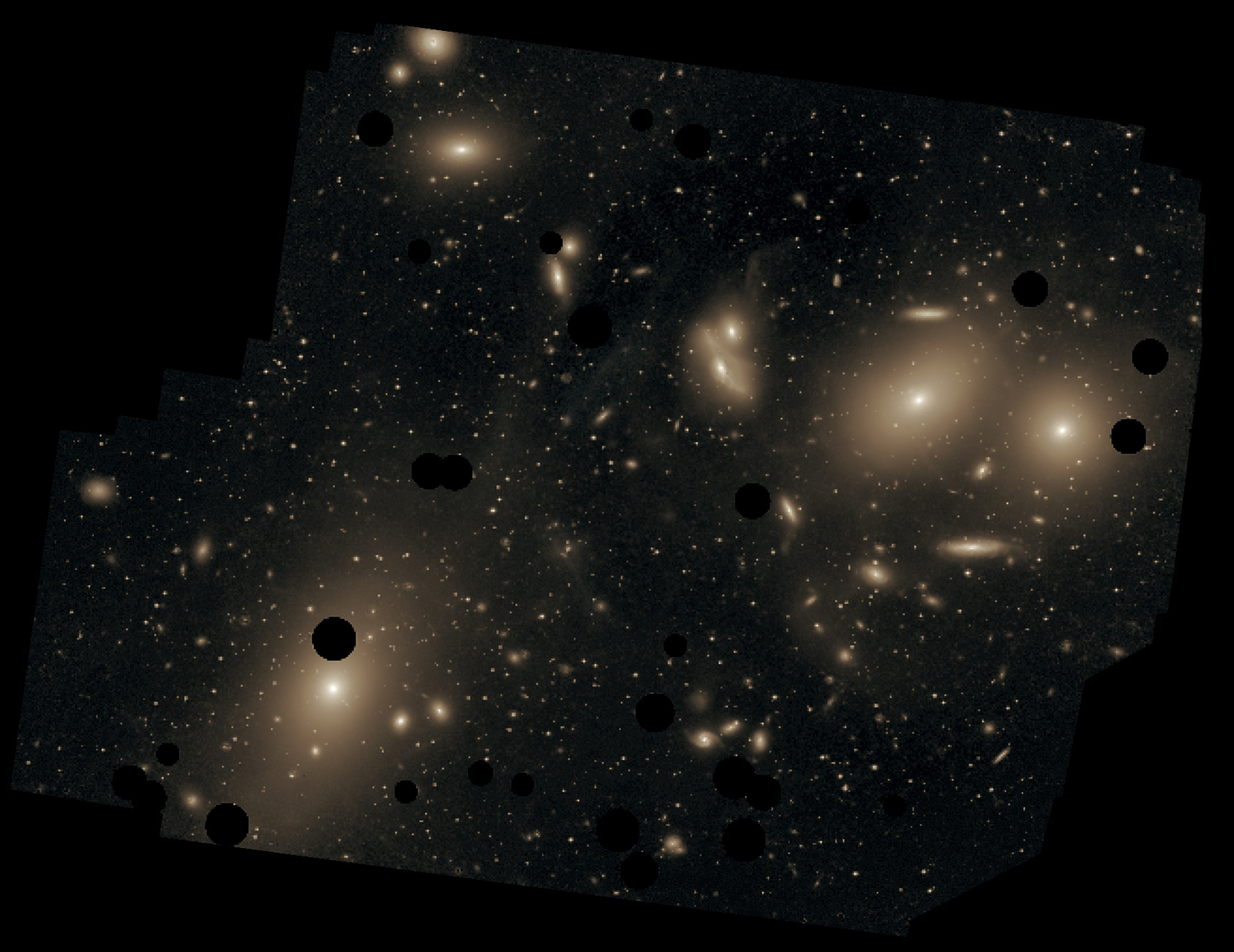
Imagen de gran tiempo de exposición de la región central del cúmulo de Virgo en la que se puede apreciar la luz difusa que existe entre las galaxias de este, producida por estrellas intergalácticas. Los discos negros corresponden a estrellas que han sido eliminadas en la imagen. La galaxia más grande y brillante es la M87 abajo a la izquierda

## Estructura y composición

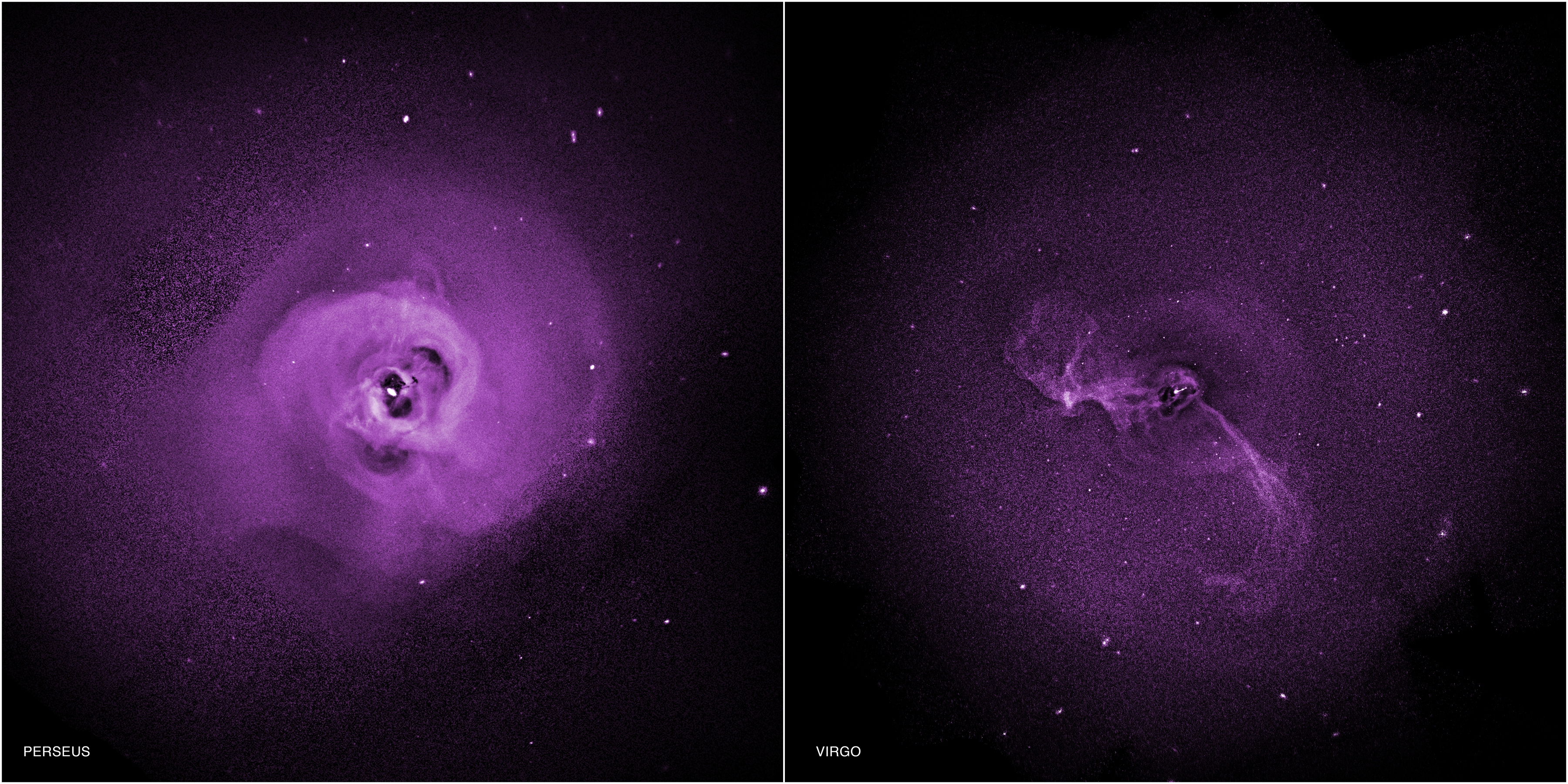
Vista de rayos X de la emisión de rayos X dentro del cúmulo de Virgo y Perseo.

Virgo es bastante heterogéneo en su mezcla de galaxias espirales y elípticas. A 2004, se cree que la distribución de espirales en el cúmulo es un filamento prolato, aproximadamente 4 veces más largo que ancho, alargado a lo largo de la visual desde la Vía Láctea. Las galaxias elípticas se encuentran más concentradas hacia el centro que las espirales, cierto número de las cuales se caracterizan también por mostrar un contenido bajo en hidrógeno atómico comparado con otras galaxias del mismo tipo no pertenecientes al cúmulo.
El cúmulo es un agregado de varios subgrupos diferentes centrados respectivamente en las galaxias M87 (conocido como Virgo A), M86 (que algunos autores consideran parte del de M87) y M49 (conocido como Virgo B, aunque hay ciertas dudas de la pertenencia de esa galaxia a este grupo). De ellos, el dominante el primero, con una masa aproximada de 1014 masas solares y caracterizado por estar compuesto por una mezcla de galaxias elípticas, lenticulares, y espirales pobres en gas. Es más o menos un orden de magnitud más masivo que los otros dos subgrupos.
Virgo A y Virgo B están en proceso de acercamiento para acabar por fusionarse en un único cúmulo.
Además, existen varias agrupaciones de galaxias próximas a las antes mencionadas: Virgo C (propuesta por algunos autores y centrada en la galaxia M60), NBV (Nube de baja velocidad, sugerida también y cuyo miembro más notable es la galaxia espiral gigante NGC 4216), Nube N, Nube S (las dos compuestas casi por entero por galaxias espirales) que también parecen estar en proceso de acercamiento y eventualmente fusión con el cúmulo principal, Nube E (que está a la misma distancia que Virgo A), y finalmente Nube M, Nube W y Nube W (las cuales parecen ser independientes del cúmulo y ser agrupaciones galácticas de fondo, sobre todo la segunda), además de muchas galaxias situadas relativamente cerca del cúmulo que se piensa en el futuro acabarán por ser atraídas por la gravedad de este (por ejemplo, el grupo de galaxias Coma I) entrando a formar parte de él, todo lo cual muestra que Virgo es un cúmulo de galaxias dinámicamente joven y aún en formación, al igual que otros como el cúmulo de Coma.
La gran masa del cúmulo viene indicada por las altas velocidades peculiares de muchas de sus galaxias, en algunos casos llegando a los 1600 km/s respecto al centro del cúmulo, y por haber frenado la recesión del Grupo Local de él en aproximadamente un 10 por ciento.

## Medio intergaláctico
Al igual que en otros cúmulos de galaxias ricos, el medio intergaláctico del cúmulo de Virgo está lleno de un plasma a muy elevadas temperaturas (millones de Kelvin) detectable gracias a su emisión en rayos X, además de un número relativamente elevado de estrellas (alrededor de un 10 % de la masa total en estrellas del cúmulo) —incluyendo cierto número de nebulosas planetarias— que se piensa han sido expulsadas de sus galaxias debido a interacciones gravitatorias con otras galaxias, incluso regiones de formación estelar, y —aunque la evidencia en un principio fuera controvertida— cúmulos globulares, arrancados tal vez en su mayoría de galaxias enanas.

## Miembros notables del cúmulo de Virgo
A continuación se citan las galaxias más brillantes y/o notables del cúmulo de Virgo tanto en el Catálogo Messier como en el Catálogo NGC, y subgrupo al que pertenecen:

### Catálogo Messier
M49 (Virgo B (?)), M58 (Virgo A), M59 (Virgo A), M60 (Virgo A), M61 (Nube S), M84 (Virgo A), M85 (Virgo A), M86 (Virgo A (?)), M87 (Virgo A), M88 (Virgo A), M89 (Virgo A), M90 (Virgo A), M91 (Virgo A), M98 (Nube N), M99 (Nube N), y M100 (Virgo A).

### Catálogo NGC
(Ver para todas ellas referencias 7 y 20): NGC 4216 (Virgo A), NGC 4365 (Virgo B), NGC 4388 (Virgo A), NGC 4394 (Virgo A), NGC 4435 (Virgo A), NGC 4438 (Virgo A), NGC 4450 (Virgo A), NGC 4473 (Virgo A), NGC 4526 (Virgo B), NGC 4527 (Nube S), NGC 4535 (Nube S), NGC 4536 (Nube S), NGC 4567 (Virgo A), NGC 4568 (Virgo A), NGC 4636 (Nube S), NGC 4651 (en la periferia del cúmulo, sin pertenecer a ningún subgrupo en concreto), NGC 4654 (Virgo A).